# Československý pavilon na Světové výstavě 1937

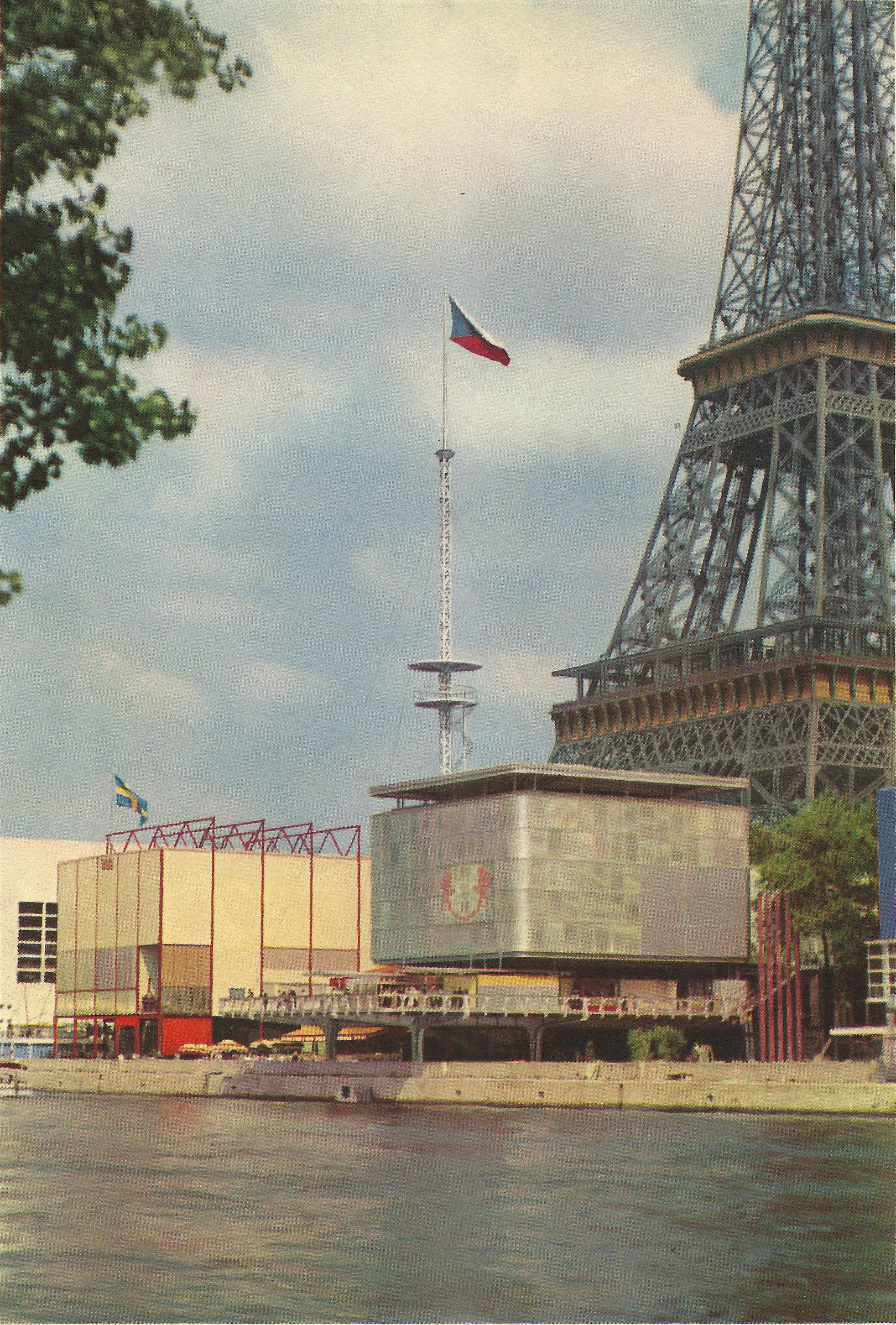
Československý pavilon, za ním pavilon Švédska

Československý pavilon byl výstavní prostor pro Světovou výstavu v Paříži roce 1937. V soutěži na jeho realizaci zvítězil Jaromír Krejcar s návrhem, na kterém spolupracoval se Zdeňkem Kejřem, Ladislavem Sutnarem a Bohumilem Soumarem, technickým konzultantem byl inženýr Jaroslav Polívka.

## Poloha
Pavilon byl umístěn na levém břehu Seiny na Quai d'Orsay, asi 200 metrů od mostu Pont d'Iéna. Stál mezi pavilony USA a Švédska a ostře kontrastoval s kamennými pavilony Německa a Sovětského svazu na protějším břehu řeky. Situace byla komplikována zejména terénem a okolím staveniště, které leželo nad železnicí a v blízkosti břehu Seiny.

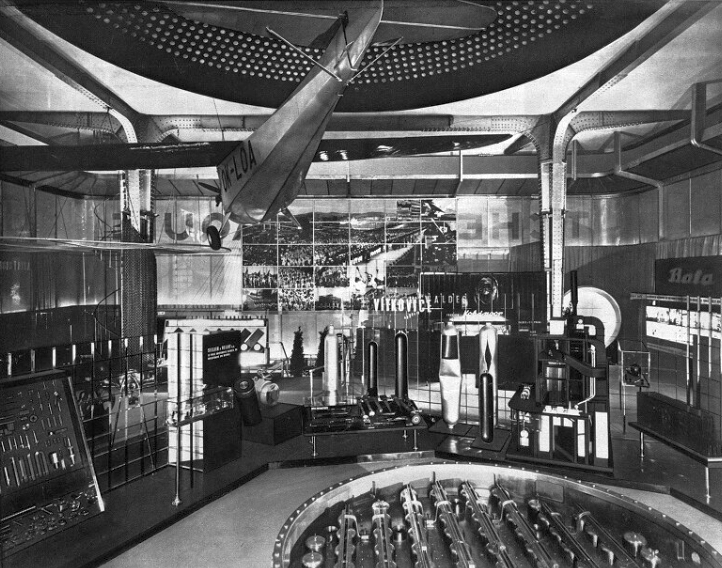
Interiér čs. pavilonu, u stropu Praga E-114 (OK-LOA), Světová výstava v Paříži 1937

## Konstrukce
Pavilon byl navržen jako provizorní stavba, která bude rozebrána a odvezena po půl roce trvání výstavy. Čtyřpodlažní rámová konstrukce hlavní budovy čtvercového půdorysu spočívala na čtyřech mohutných sloupech, z nichž každý nesl 400 tun. Na přízemí se k hlavní budově připojovala terasa vyložená nad řekou. Nad střechou pavilonu se téměř do výšky 62 metrů nad řekou tyčil stožár s československou vlajkou, kotvený čtyřmi lany. Stožár nesl vyhlídkovou plošinu, přístupnou po točitém schodišti a chráněnou plechovou stříškou. Montovaná ocelová konstrukce pavilonu byla dopravena na místo v dílech s váhou až 4,5 tuny. Větší části fasády byly ze skla ThermoLux, menší části plochy stěn byly betonové, obložené sklem Vitracolor. Průmyslová hala na prvním podlaží byla zaklenuta kupolí ze skla a betonu s průměrem 12 m a výškou 1,5 m. Všechny materiály použité na stavbě, včetně podlahové krytiny Zlínolitu a desek ze slovenského travertinu na podlaze vstupní haly, byly československé výrobky a měly propagovat Československo jako moderní vyspělou průmyslovou zemi se zralou kulturou. Z architektonického hlediska byl pavilon úspěšnou stavbou, kterou chválil i slavný funkcionalista Le Corbusier, nicméně interiér byl exponáty přehlcený a špatně prostupný.

## Myšlenka
Hlavní myšlenkou bylo navrhnout objekt, který by reprezentoval domácí architektonickou tvorbu, ale zároveň by uspokojoval mezinárodní vkus, přiklánějící se k měkčím formám. Československý pavilon byl na svou dobu velmi moderní stavbou, jasně vyjadřoval směrování novodobé architektury směrem ke stavbám ze skla a oceli. V případě pavilonu nešlo jen o vyjádření moderní architektonické formy, ale i uplatnit materiály a konstrukční principy, které by samy o sobě prezentovaly průmyslové možnosti Československa.
Jak se vyjádřil sám architekt Krejcar: "...sledoval jsem současně cíl demonstrovat výrobní možnosti československého průmyslu: například na zahnutých rohových tabulích z thermo-luxorového skla, které v rozměru, v jakém jsou použity na čs. pavilonu, jsou vyrobeny vůbec poprvé na světě. Není pochyb o tom, že hranaté rohy by byly stejně funkcionální, jako zaoblené, stejně jako by vyhověly menší tabule...". Tento záměr se podařilo dokonale naplnit. Pavilon byl na výstavě oceněn Velkou cenou (Grand Prix).

## Vnitřní expozice
Návštěvník vstoupil nejprve do Síně státnosti, v jejímž středu stál impozantní český lev, dílo Bohumila Kafky, který se měl stát součástí pomníku generála Štefánika, jednoho z osvoboditelů národa.
V přilehlých sálech byl vystaven porcelán, textil, uměleckoprůmyslové školy, hornictví a hutnictví. Návštěvník jimi prošel na betonovou terasu věnovanou lázeňským městům a jejich turistické popularizaci.